# Kyurekchay
Kyurekchay är ett vattendrag i Azerbajdzjan. Det ligger i den centrala delen av landet, 240 km väster om huvudstaden Baku.
Trakten runt Kyurekchay består till största delen av jordbruksmark. Runt Kyurekchay är det ganska glesbefolkat, med 43 invånare per kvadratkilometer.